# Liste der Baudenkmale in Farven
In der Liste der Baudenkmale in Farven sind alle Baudenkmale der niedersächsischen Gemeinde Farven aufgelistet. Die Quelle der Baudenkmale ist der Denkmalatlas Niedersachsen. Der Stand der Liste ist der 10. November 2020.

## Allgemein
In den Spalten befinden sich folgende Informationen:
- Lage: die Adresse des Baudenkmales und die geographischen Koordinaten. Kartenansicht, um Koordinaten zu setzen. In der Kartenansicht sind Baudenkmale ohne Koordinaten mit einem roten Marker dargestellt und können in der Karte gesetzt werden. Baudenkmale ohne Bild sind mit einem blauen Marker gekennzeichnet, Baudenkmale mit Bild mit einem grünen Marker.
- Bezeichnung: Bezeichnung des Baudenkmales
- Beschreibung: die Beschreibung des Baudenkmales. Unter § 3 Abs. 2 NDSchG werden Einzeldenkmale und unter § 3 Abs. 3 NDSchG Gruppen baulicher Anlagen und deren Bestandteile ausgewiesen.
- ID: die Objekt-ID des Baudenkmales
- Bild: ein Bild des Baudenkmales, ggf. zusätzlich mit einem Link zu weiteren Fotos des Baudenkmals im Medienarchiv Wikimedia Commons. Wenn man auf das Kamerasymbol klickt, können Fotos zu Baudenkmalen aus dieser Liste hochgeladen werden:

## Farven

### Gruppe: Pella-Kirche
Die Gruppe „Pella-Kirche“ besteht aus der Kirche der Pella-Gemeinde und dem Kirchhof

| Lage                                          | Bezeichnung | Beschreibung | ID       | Bild           |
| --------------------------------------------- | ----------- | --- | -------- | -------------- |
| Alte Dorfstraße 16 53° 26′ 8″ N, 9° 19′ 30″ O | Kirche      | Die Backsteinkirche der Selbstständig Evangelisch-Lutherischen Pella-Gemeinde Farven wurde 1908/09 geplant und am 10. November 1910 nach achtmonatiger Bauzeit geweiht. Der Turm steht unter einem Pyramiddach mit Kupferhelm. | 31015871 | Weitere Bilder |
| Alte Dorfstraße 16 53° 26′ 9″ N, 9° 19′ 29″ O | Kirchhof    | Die Grünfläche umgibt die Kirche. | 51963689 | Weitere Bilder |

### Einzelbaudenkmale
| Lage                                  | Bezeichnung              | Beschreibung | ID       | Bild |
| ------------------------------------- | ------------------------ | --- | -------- | ---- |
| Bevertal 3 53° 26′ 8″ N, 9° 19′ 18″ O | Wohn-/Wirtschaftsgebäude | Zweiständer-Hallenhaus von 1817 in Fachwerk mit reetgedecktem Krüppelwalmdach und Niedersachsengiebel, als „Müllers Hoff“ 1570 erstmals erwähnt, heute ein Pferdegestüt | 31015822 |      |
| Bevertal 3 53° 26′ 8″ N, 9° 19′ 17″ O | Erdkeller                | Anfang des 20. Jahrhunderts wurde das Backsteingebäude in das Erdreich eingelassen.                                                                                     | 53641772 | BW   |
| Buchenweg 7 53° 26′ 2″ N, 9° 19′ 1″ O | Wohn-/Wirtschaftsgebäude | Zweiständer-Hallenhaus von 1802 in Fachwerk mit Satteldach sowie senkrechter Verbretterung in den Giebeldreiecken                                                       | 31015846 |      |

## Byhusen

### Gruppe: Hofanlage Feldstraße 3
Die Gruppe „Hofanlage Feldstraße 3“ besteht aus dem Hauptgebäude, der Pflasterung und dem alten Baumbestand.

| Lage                                     | Bezeichnung              | Beschreibung | ID       | Bild |
| ---------------------------------------- | ------------------------ | --- | -------- | ---- |
| Feldstraße 3 53° 27′ 0″ N, 9° 16′ 46″ O  | Wohn-/Wirtschaftsgebäude | Das Zweiständer-Hallenhaus von 1906 in Fachwerk steht auf einem Backsteinsockel und unter einem reetgedeckte Satteldach. | 31015798 |      |
| Feldstraße 3 53° 26′ 59″ N, 9° 16′ 47″ O | Pflaster                 | Die Zuwegung zum Hof ist mit Feldsteinen gepflastert.                                                                    | 31015914 | BW   |
| Feldstraße 3 53° 27′ 1″ N, 9° 16′ 47″ O  | Baumbestand              | Der Hof wird von einem alten Baumbestand umgeben.                                                                        | 31015894 | BW   |